# Renne (rivière)
Pour les articles homonymes, voir Renne (homonymie).
La Renne est une rivière française qui coule dans l'ouest du département de la Haute-Marne. Elle est un affluent de l'Aujon, un sous-affluent de la Seine par l'Aube.

## Géographie
La Renne a une longueur de 20,1 km. La Renne naît au nord-ouest de Buxières-lès-Villiers sur la commune de Valdelancourt (Autreville-sur-la-Renne), au lieu-dit le Faÿs, à 320 m d'altitude. Elle traverse les villages d'Autreville-sur-la-Renne, Saint-Martin-sur-la-Renne, Lavilleneuve-au-Roi, Montheries et Rennepont. 
À Rennepont, la Renne se jette dans l'Aujon, à 206 m d'altitude.

### Communes et cantons traversés
Dans le seul département de la Haute-Marne, la Renne traverse les trois communes suivantes, dans le sens amont vers aval, de Autreville-sur-la-Renne (source), Montheries, Rennepont (confluence).
Donc la Renne prend source et conflue dans le seul canton de Châteauvillain dans l'arrondissement de Chaumont.

### Toponymes
La Renne a donné son hydronyme aux trois communes de Autreville-sur-la-Renne, Rennepont et Saint-Martin-sur-la-Renne.

### Bassin versant
La Renne traverse une seule zone hydrographique « La Renne de sa source au confluent de l'Aujon (exclu) » (F114) de 100 km2 de superficie. Ce bassin versant est constitué à 49,78 % de « forêts et milieux semi-naturels », à 49,35 % de « territoires agricoles », à 0,80 % de « territoires artificialisés ».

## Affluent
Cette rivière n'a pas d'affluent contributeur connu.

### Rang de Strahler
Donc son rang de Strahler est de un.